# 江苏省淮阴中学
江苏省淮阴中学（英语：Huaiyin High School, Jiangsu Province），简称淮中、省淮中或大淮中，是一所位于中国江苏省淮安市清江浦区的一所高级中学。前身为1902年清末光绪帝准奏设立的江北大学堂，是江苏省创办最早的四所大学堂之一。学校教育质量稳居全省最前列，被誉为“受人尊敬、令人向往”的教育沃土。
学校坐落于里运河畔，由新旧两个校区构成。旧校区坐落在旧淮阴城（清江浦）西大街清晏园畔，现为江苏省淮阴中学开明分校（即淮安市开明中学，初中）；新校区（高中）则位于在解放东路99号。
学校2000年入选国家级示范性高中，2003入选江苏省四星级高中，2019年入选江苏省高品质示范高中建设立项学校。

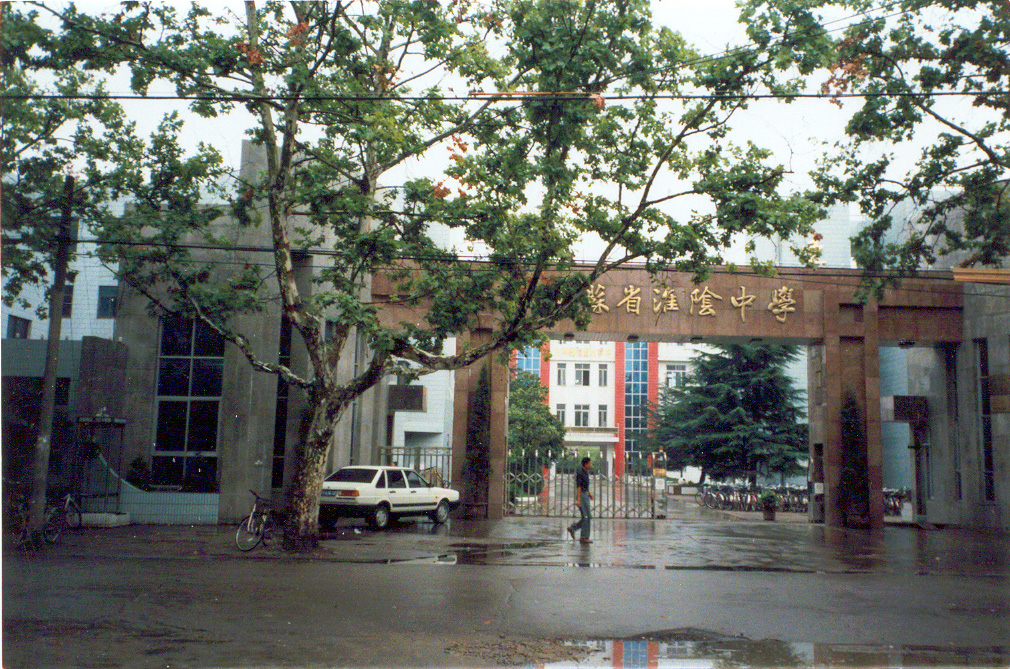
旧校区大门景，现已重新修缮

## 校训三风
淮中建校伊始遂立“进德修业 弘毅笃行”之校训，以首届毕业生、著名教育家李更生倡导的“竖起脊梁担事”精神为校训。

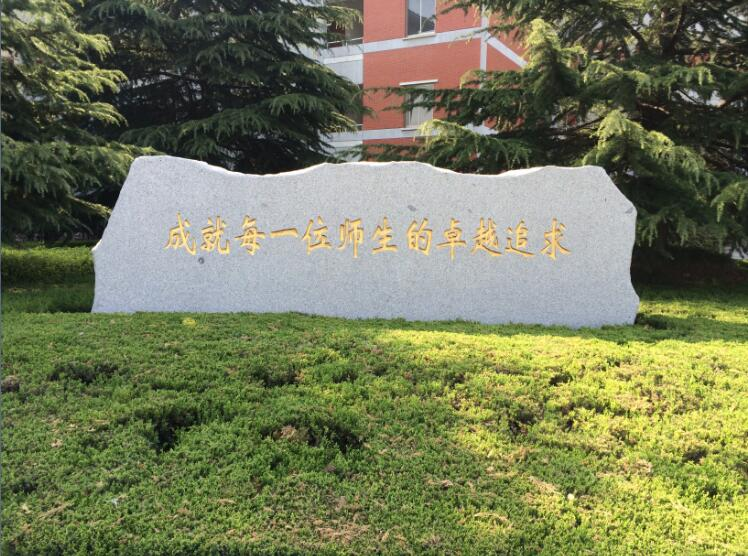
教育理念　　
成就每一位师生的卓越追求

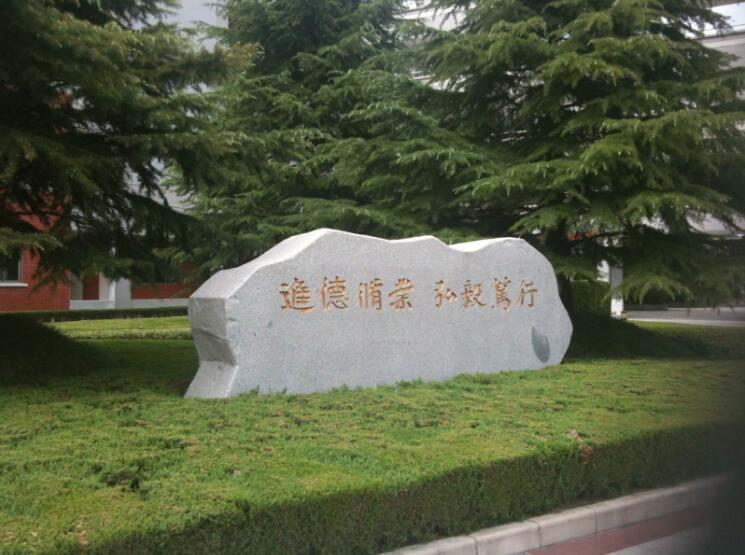
校训
进德修业 弘毅笃行 
校风
竖起脊梁担事
教风
教人成人 教人成己
学风
动心忍性 知行合一

## 变迁
学校虽历经变易，但踔厉奋发，为民族和国家培养了数以万计的杰出人才。

### 校名
| 校名                                                               | 时间       |
| ------------------------------------------------------------------ | ---------- |
| 江北大学堂                                                         | 1902－1903 |
| 江北高等学堂                                                       | 1903－1905 |
| 江北师范学堂                                                       | 1906－1911 |
| 淮阴师范学校                                                       | 1911－1913 |
| 江苏省立第六师范学校                                               | 1914－1928 |
| 江苏大学区立淮阴中学 第四中山大学省立淮阴中学 中央大学区立淮阴中学 | 1928－1929 |
| 江苏省立淮阴中学                                                   | 1930－1932 |
| 江苏省立淮阴师范学校                                               | 1932－1937 |
| 江苏省立龙爪树临时师范学校                                         | 1938－1939 |
| 江苏省立第二临时师范学校                                           | 1939－1943 |
| 解散                                                               | 1943－1947 |
| 江苏省立淮阴师范学校                                               | 1947－1948 |
| 两淮市第一联合中学                                                 | 1948－1949 |
| 淮阴区立淮阴中学                                                   | 1949－1950 |
| 苏北淮阴中学                                                       | 1950－1953 |
| 江苏省淮阴中学                                                     | 1953－1969 |
| 清江市淮阴中学                                                     | 1969－1978 |
| 江苏省淮阴中学                                                     | 1978－     |

### 历任校长
在百年风雨飘摇中，学校领导班子人选不断更迭。
| 姓名     | 职务           | 校名                       | 到任时间   |
| -------- | -------------- | -------------------------- | ---------- |
| 许秉彝   | 监督           | 江北大学堂                 | 1902年3月  |
| 沈福昌   | 监督           | 江北高等学堂               | 1903年7月  |
| 刘永庆   | 总办（监督）   | 江北师范学堂               | 1906年3月  |
| 夏 斌    | 监督           | 江北师范学堂               | 1908年12月 |
| 蒋 令    | 监督           | 江北师范学堂               | 1910年2月  |
| 王登云   | 校长           | 淮阴师范学校               | 1912年7月  |
| 徐慕杜   | 校长           | 江苏省立第六师范学校       | 1913年1月  |
| 李宏增   | 校长           | 第四中山大学区立淮阴中学   | 1927年8月  |
|          |                | 江苏大学区立淮阴中学       |            |
|          |                | 中央大学区立淮阴中学       |            |
| 王德林   | 校长           | 江苏省立淮阴中学           | 1929年9月  |
| 汪仲英   | 校长           | 江苏省立淮阴中学           | 1930年     |
| 徐书简   | 校长           | 江苏省立淮阴中学           | 1930年     |
| 顾敦福   | 校长           | 江苏省立淮阴师范学校       | 1932年4月  |
| 顾克彬   | 校长           | 江苏省立淮阴师范学校       | 1933年8月  |
| 孙洁黄   | 校长           | 江苏省立淮阴师范学校       | 1934年     |
| 范绍曾   | 校长           | 江苏省立龙爪树临时师范学校 | 1938年11月 |
|          |                | 江苏省立第二临时师范学校   |            |
|          |                | 江苏省立淮阴师范学校       | 1947年1月  |
| 吉长瑞   | 校长           | 江苏省立淮阴师范学校       | 1947年10月 |
| 陈天马   | 校长           | 两淮市第一联合中学         | 1948年12月 |
| 成可容   | 代校长         | 江苏省淮阴中学             | 1956年9月  |
| 赵千里   | 革命委员会主任 | 江苏省淮阴中学             | 1967年5月  |
| 赵玉星   | 革命委员会主任 | 清江市淮阴中学             | 1969年4月  |
| 成可容   | 革命委员会主任 | 清江市淮阴中学             | 1971年11月 |
| 葛 澄    | 校长           | 江苏省淮阴中学             | 1979年2月  |
| 王学儒   | 校长           | 江苏省淮阴中学             | 1983年6月  |
| 韩建民   | 校长           | 江苏省淮阴中学             | 1984年12月 |
| 张元贵   | 校长           | 江苏省淮阴中学             | 1998年7月  |
| 皇甫立同 | 校长           | 江苏省淮阴中学             | 2015年8月  |
| 朱留明   | 校长           | 江苏省淮阴中学             |            |